# Masan
Masan (kor. 마산시) – miasto i port morski w południowej części Korei Południowej, w prowincji Gyeongsang Południowy. Około 429,6 tys. mieszkańców. Siedziba rzymskokatolickiej diecezji Masan.
W mieście znajduje się hala sportowa Masan Arena.

## Miasta partnerskie
- Stany Zjednoczone: Jacksonville, Houston
- Japonia: Himeji
- Korea Południowa: Mokpo
- Chiny: Shulan
- Rosja: Ussuryjsk